# Brunnenthal (Oberösterreich)
Brunnenthal ist eine Gemeinde im Bezirk Schärding im Innviertel in Oberösterreich mit 2080 Einwohnern (Stand 1. Jänner 2025).

## Geografie
Brunnenthal liegt auf 383 m Höhe im Innviertel. Die Ausdehnung beträgt von Nord nach Süd 6,6 km, von West nach Ost 5,3 km. Die Gesamtfläche beträgt 15 km². 21,3 % der Fläche sind bewaldet, 67,3 % der Fläche sind landwirtschaftlich genutzt.

### Gemeindegliederung
Das Gemeindegebiet umfasst folgende 12 Ortschaften (in Klammern Einwohnerzahl Stand 1. Jänner 2025):
- Atzmanning (66) samt Atzmanning-Zerstreute Häuser, Penning und Piret
- Brunnenthal (443)
- Brunnwies (169)
- Dobl (74)
- Eggersham (100)
- Haraberg (24)
- Hueb (455) samt Huebsiedlung, Laina und Weidegut
- Kapfham (9)
- Korneredt (43)
- Kreuzberg (480) samt Bräusiedlung
- Reikersberg (59) samt Hizingergut
- Wallensham (158) samt Wallensham-Zerstreute Häuser

Die Gemeinde besteht aus den Katastralgemeinden Brunnenthal und Eggersham.
Die Gemeinde liegt im Gerichtsbezirk Schärding.

### Nachbargemeinden
|                | Wernstein am Inn                            |                      |
| Neuhaus am Inn | Kompassrose, die auf Nachbargemeinden zeigt | Schardenberg         |
| Schärding      | St. Florian am Inn                          | Rainbach im Innkreis |

## Geschichte

### Überblick
Das Gebiet um Schärding war schon seit der Jungsteinzeit besiedelt. Seit Gründung des Herzogtums Bayern war das seit der Römerzeit kontinuierlich bewohnte Gebiet bayerisch. Zur Zeit der frühen Kirchenorganisation im Mittelalter gehörte das Gebiet um Brunnenthal zur Urpfarre St. Weihflorian. Als eigenständige Pfarre wurde St. Weihflorian erstmals 1182 bezeichnet, als sie zusammen mit der Pfarre Tettenweis dem Passauer „Innbruckamt“ inkorporiert wurde, welches dem St. Ägidien-Spital in der Innstadt unterstand. Der Sprengel der Pfarre St. Weihflorian war sehr ausgedehnt: Er lag zwischen dem Wirkungsbereich der Urpfarre St. Severin sowie dem der Urpfarre Münsteuer und umfasste das Gebiet der heutigen Pfarren Brunnenthal, Schärding, St. Florian am Inn, Suben, St. Marienkirchen und Eggerding, dazu außerdem Anteile der heutigen Pfarren Taufkirchen, Lambrechten und Rainbach. Als es im Jahr 1380 zur Verlegung des Sitzes der Pfarre St. Weihflorian nach Schärding kam, wurde Brunnenthal eine Filiale von Schärding.
Georg Auer, Bauer in Haraberg, ließ nach seiner Genesung, die er der Heilkraft des Wassers aus seinem Brunnen zuschrieb, eine gemauerte „Creutz- oder Martersäulen“ errichten. Der Wallfahrerstrom nahm infolge dieses Ereignisses schnell zu. 1668 erfolgte die Fertigstellung einer Wallfahrtskirche.
Bis 1779 war Brunnenthal unter bayerischer Landeshoheit, ehe es in jenem Jahr nach dem Frieden von Teschen zusammen mit den östlich des Inn gelegenen Gebieten des kurfürstlichen Rentamtes Burghausen, die bis dahin „Innbaiern“ geheißen hatten, als „Innviertel“ zu Österreich kam. Der Untere Inn, der bis dahin in erster Linie ein Handelsweg innerhalb Bayerns gewesen war, wurde damit zum Grenzfluss zwischen dem Kurfürstentum Bayern und Österreich ob der Enns.
Die Kirche des Ortes erlitt durch die Josephinische Kirchenreform einen gewaltigen Vermögensverlust. 1785 erfolgte die Erhebung zur selbstständigen Pfarre durch Kaiser Joseph II. Während der Napoleonischen Kriege wieder kurz bayerisch, gehört der Ort seit 1816 (Vertrag von München) endgültig zu Oberösterreich.
Nach dem Anschluss Österreichs an das Deutsche Reich am 13. März 1938 gehörte der Ort zum Gau Oberdonau. Nach 1945 erfolgte die Wiederherstellung Oberösterreichs.
Von 1980 bis 2022 erschien in der Gemeinde die Kulturzeitschrift Landstrich.

### Einwohnerentwicklung
1991 hatte die Gemeinde laut Volkszählung 1.680 Einwohner. Da sowohl die Geburtenbilanz als auch die Wanderungsbilanz positiv waren, stieg die Bevölkerungszahl auf 1.923 im Jahr 2011 und weiter auf 1.975 im Jahr 2011 und erreichte 2021 einen Höchststand von 2.085 Personen.

## Kultur und Sehenswürdigkeiten

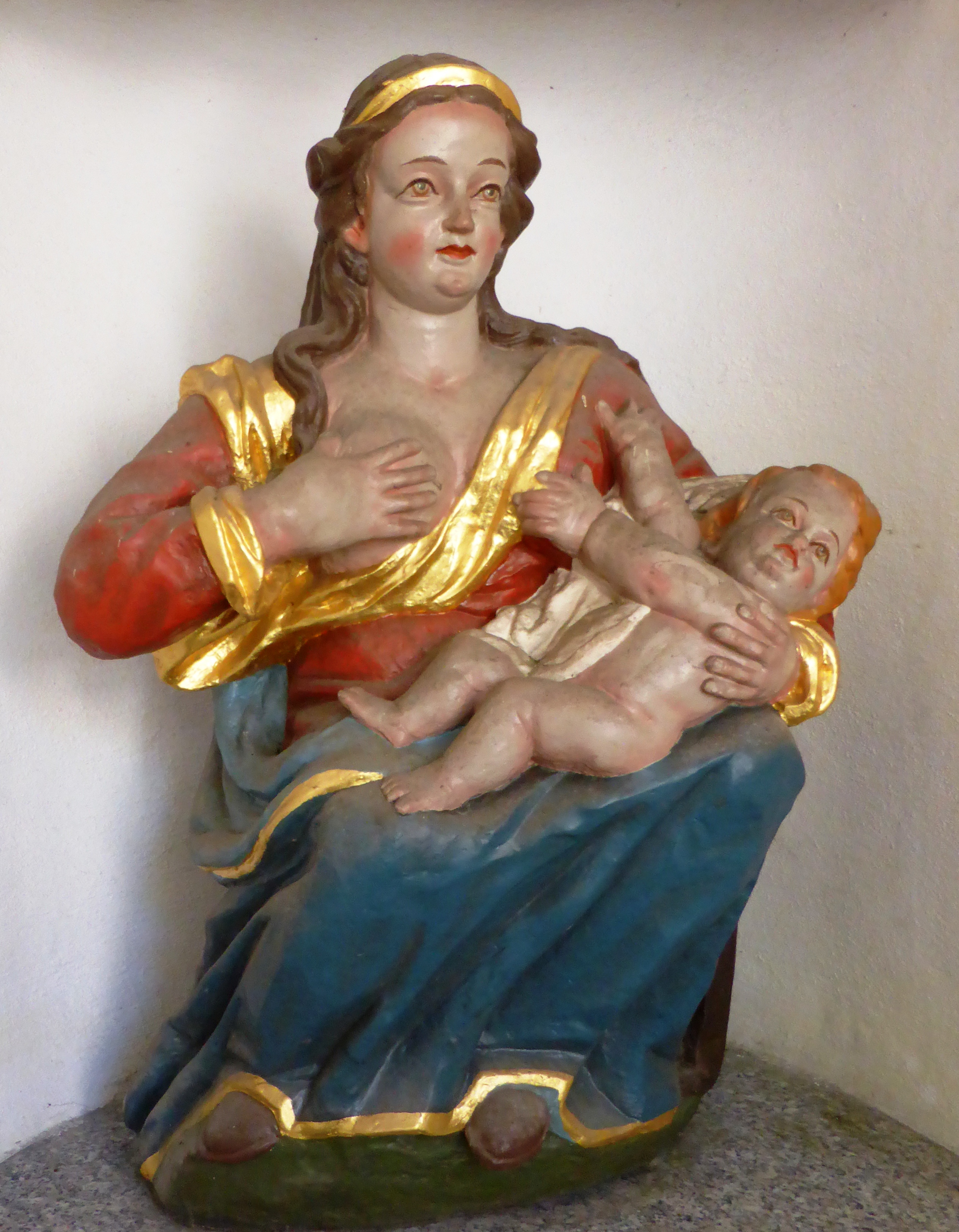
Das Bründl mit einer Maria lactans

- Katholische Pfarrkirche Brunnenthal Mariä Heimsuchung: Barockbau aus 1667/68, eingeschliffener, mit Kreuztonnen gewölbter Raum von dem Architekten Christoph Zuccalli (aus der bekannten Graubündner Architektenfamilie)
- Gnadenkapelle: 1731 geweiht
- Brunnenkapelle: zwischen Gnadenkapelle und Badhaus liegt das eigentliche Zentrum der alten Brunnenthaler Wallfahrt, die Brunnenkapelle, „das Bründl“, mit einer Maria lactans als Brunnenfigur[7]
- Steinschnitterkapelle: volkskundlich interessanter Bau aus der zweiten Hälfte des 17. Jahrhunderts
- Das Badhaus: 1679/81 führte der zunehmende Wallfahrerstrom zur Errichtung des Badhauses
- Kreuzsäule: Georg Auer 1646 errichteter Bildstock
- Kapelle in Eggersham: 1998 im Ort Eggersham bei Brunnenthal errichtet
- Kapelle in Wallensham

### Regelmäßige Veranstaltungen
- Brunnenthaler Konzertsommer:  bietet barocke Originalklänge; jährlich von Mai bis August finden sieben Konzerte statt

## Wirtschaft und Infrastruktur
In der Ortschaft Brunnwies betrieb die Kapsreiter-Gruppe aus Schärding einen großen Baubetriebshof, heute befindet sich dort ein Gewerbepark der in Brunnenthal ansässigen Haas Holding GmbH.

### Sozialeinrichtungen
- Bauhof
- Freiwillige Feuerwehr
- Krabbelstube mit 2 Gruppen
- Kindergarten mit 4 Gruppen

### Bildung
Die erste allgemein öffentliche Schule wurde 1764 in einem rückwärtigen Zimmer im ehemaligen Badhaus untergebracht. Erst 1850 wurde die Schule zweiklassig. 1920 wurde im Ort eine 7-jährige Schulpflicht eingeführt. 1976 begann der Bau einer neuen Volksschule und am 23. Oktober 1977 erfolgte die Einweihung des neuen Schulgebäudes mit Turnsaal.

## Politik

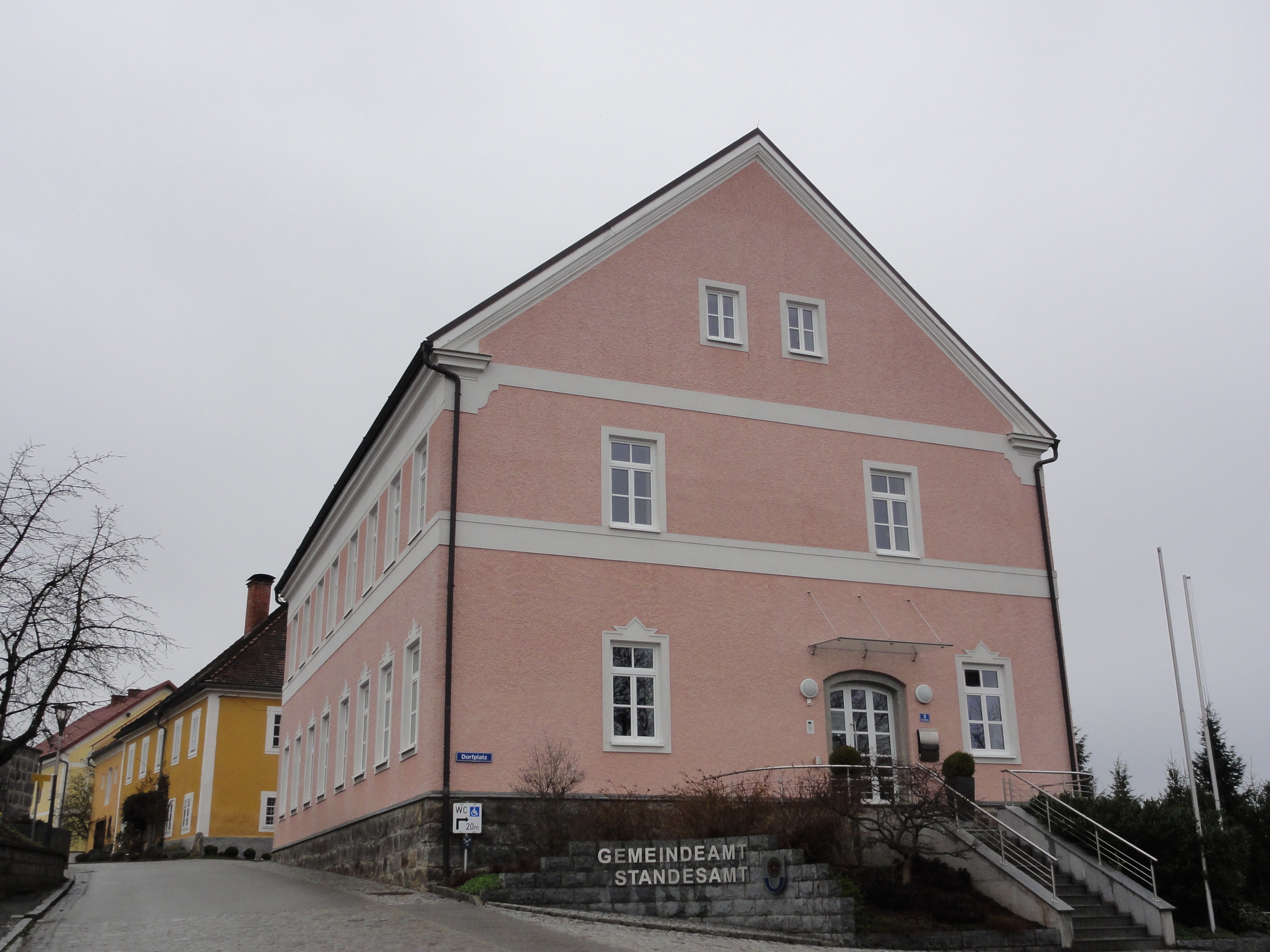
Gemeindeamt

### Gemeinderat
Der Gemeinderat hat 19 Mitglieder.
- Mit den Gemeinderats- und Bürgermeisterwahlen in Oberösterreich 2003 hatte der Gemeinderat folgende Verteilung: 15 ÖVP, 5 SPÖ und 5 FPÖ. (25 Mandate)
- Mit den Gemeinderats- und Bürgermeisterwahlen in Oberösterreich 2009 hatte der Gemeinderat folgende Verteilung: 15 ÖVP, 4 SPÖ, 4 FPÖ und 2 GRÜNE. (25 Mandate)
- Mit den Gemeinderats- und Bürgermeisterwahlen in Oberösterreich 2015 hatte der Gemeinderat folgende Verteilung: 15 ÖVP, 7 FPÖ und 3 SPÖ. (25 Mandate)
- Mit den Gemeinderats- und Bürgermeisterwahlen in Oberösterreich 2021 hat der Gemeinderat folgende Verteilung: 11 ÖVP, 4 FPÖ, 3 SPÖ und 1 KPÖ (19 Mandate).[8][9]

### Bürgermeister
- seit 2002 Roland Wohlmuth (ÖVP)[10]

### Wappen
Blasonierung: Von Silber und Blau mit Jochschnitt erniedrigt geteilt; oben eine rote, heraldische Rose mit goldenem Butzen und goldenen Kelchblättern, umgeben von einem goldenen Ring. Die Gemeindefarben sind Blau-Gelb-Blau.

## Persönlichkeiten

### Söhne und Töchter der Gemeinde
- Sebastian Schlager, geb. 1634 in Dobl als Sohn des Hammerschmiedmeisters Petzi Schlager, Gründer des Heiligtums auf dem Mariahilferberge in Gutenstein, NÖ.
- Norbert Zeilberger (1969–2012), Organist, Cembalist, Pianist

### Personen mit Bezug zur Gemeinde
- Franz Schobesberger (* 1935), Pfarrer von Brunnenthal 1984–2010, Dechant von  Schärding 1995–2005
- Annerose Riedl (* 1949), Bildhauerin, lebt seit 1973 hier.